# Dennis Sabre

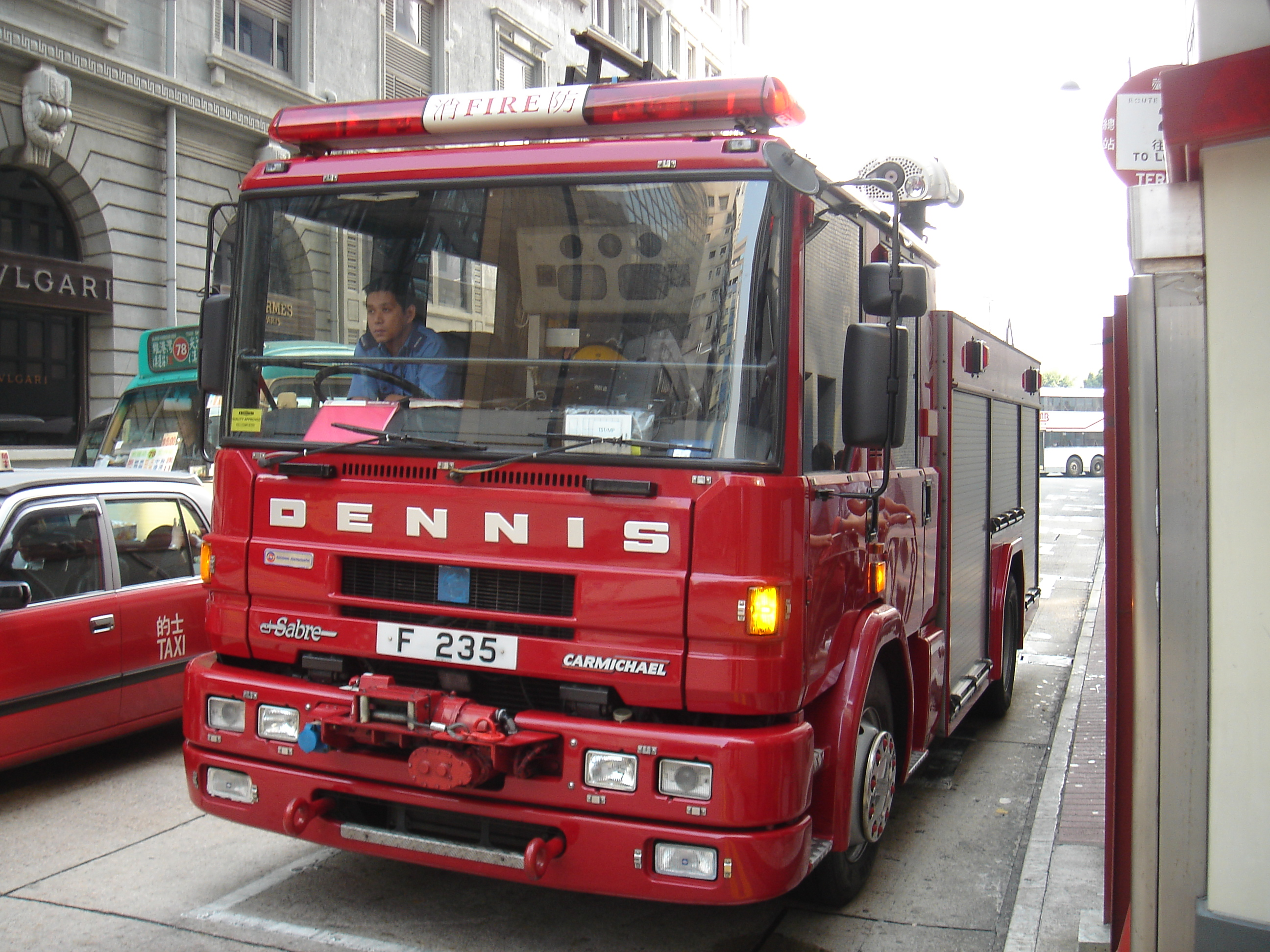
Dennis Sabre в Гонконге

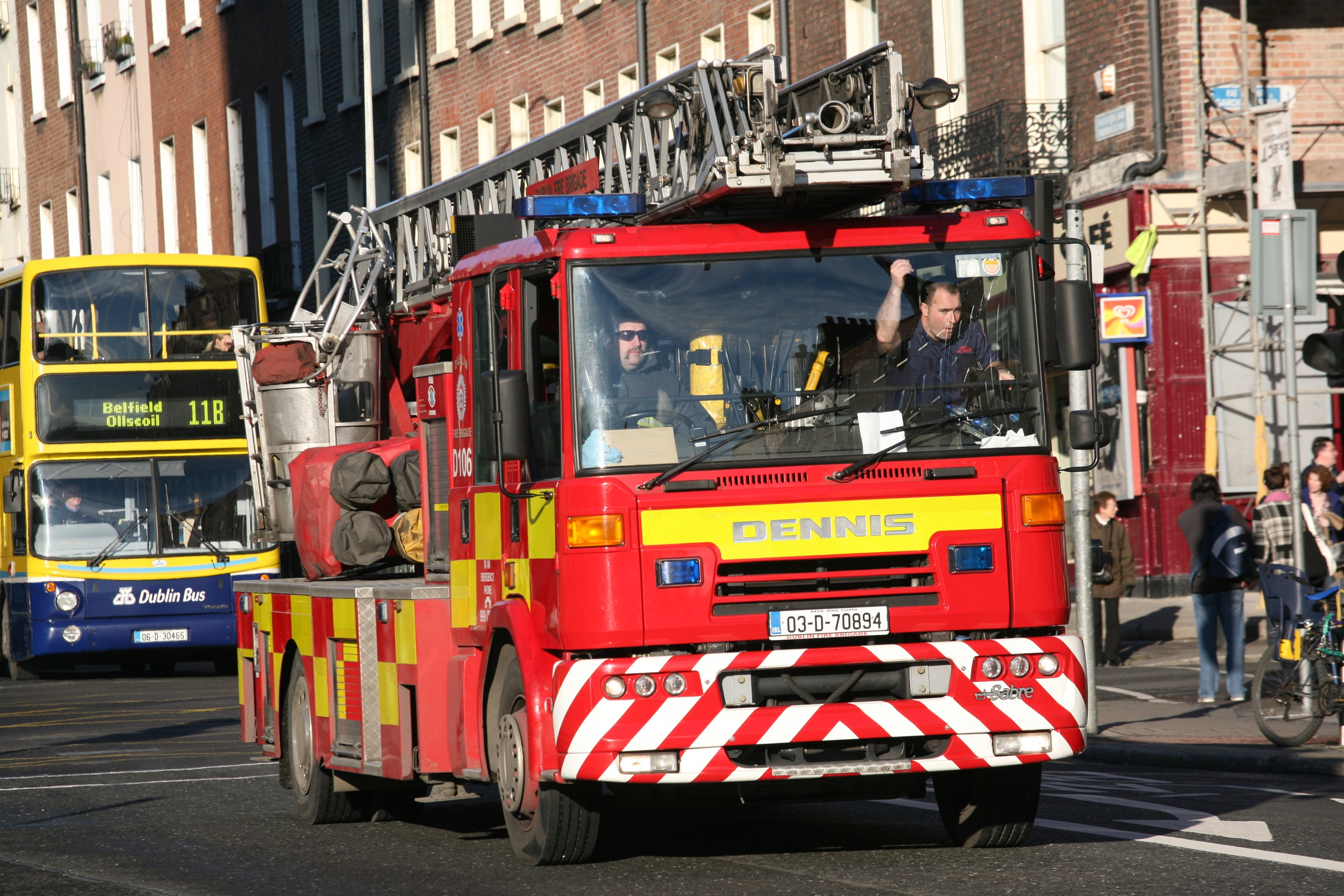
Dennis Sabre в Дублине

Dennis Sabre — среднетоннажный пожарный автомобиль, выпускаемый компанией Dennis Specialist Vehicles с 1995 по 2007 год.

## История
За основу Dennis Sabre был взят автомобиль Dennis Rapier. Варианты: Sabre, Sabre ML и Sabre XL.
Автомобиль оснащён дизельным двигателем внутреннего сгорания Cummins C260 (Евро-2) и пятиступенчатой автоматической трансмиссией Allison MD. Подвеска автомобиля — пневматически-рычажная. Максимальная скорость автомобиля — 116 км/ч. Объём воды составляет 1800 л, вместимость — 6 человек, включая водителя.
Автомобиль Dennis Sabre эксплуатировался в Уэст-Мидлендс, Северо-Восточной Англии, Западном Мидленде, Дублине, Гонконге, Сингапуре, Чехии, Словакии, Южной Африке и Нидерландах.
Производство завершилось в 2007 году по причине закрытия завода Dennis Specialist Vehicles.